# Tour de Dubai 2017
El Tour de Dubai 2017 fou la quarta edició del Tour de Dubai. La cursa estava prevista que es disputés inicialment en cinc etapes entre el 31 de gener i el 4 de febrer de 2017, però una forta tempesta de sorra obligà a suspendre la quarta etapa, per la qual cosa finalment foren quatre les etapes i 691 km els disputats. La cursa formava part de l'UCI Àsia Tour 2017, amb una categoria 2.HC.
L'alemany Marcel Kittel (Quick-Step Floors) fou el vencedor de la cursa per segon any consecutiu. Kittel guanyà tres de les quatre etapes disputades i gràcies a les bonificacions obtingudes fou el vencedor. Kittel també guanyà la classificació per punts. L'acompanyaren al podi el neerlandès Dylan Groenewegen (Team LottoNL-Jumbo), vencedor alhora de la classificació dels joves, i el també alemany John Degenkolb (Trek-Segafredo). Nicola Boem (Bardiani-CSF) fou el millor en les metes volants i l'UAE Abu Dhabi el millor equip.

## Equips participants
Els 16 equips participants foren:
| WorldTeams (10)- Astana - Bahrain-Merida - BMC Racing Team - Dimension Data - Lotto NL-Jumbo - Movistar Team - Quick-Step Floors - Sky - Trek-Segafredo - UAE Abu Dhabi Equips continentals professionals (4)- Aqua Blue Sport - Bardiani CSF - Novo Nordisk - Wilier Triestina-Selle Italia Equip continental- ONE Pro Cycling Equip nacional- Emirats Àrabs Units |
| |

## Etapes
| Etapa    | Data      | Ciutats d'etapa        | type              | Distància (km) | Vencedor de l'etapa | Líder de la general |
| -------- | --------- | ---------------------- | ----------------- | -------------- | ------------------- | ------------------- |
| 1a etapa | 31 de gen | Dubai – Palm Jumeirah  | etapa plana       | 181            | Marcel Kittel       | Marcel Kittel       |
| 2a etapa | 1 de feb  | Dubai – Ras al-Khaimah | etapa plana       | 188            | Marcel Kittel       | Marcel Kittel       |
| 3a etapa | 2 de feb  | Dubai – Fujairah       | etapa plana       | 200            | John Degenkolb      | Marcel Kittel       |
| 4a etapa | 3 de feb  | Dubai – Hatta          | etapa accidentada | 109            |                     | Marcel Kittel       |
| 5a etapa | 4 de feb  | Dubai – Dubai          | etapa plana       | 124            | Marcel Kittel       | Marcel Kittel       |

### Etapa 1
| \| Classificació de l'etapa \| Classificació de l'etapa \| Classificació de l'etapa \| Classificació de l'etapa \| Classificació de l'etapa \| \| Corredor \| Corredor \| Equip \| Temps \| \| \| ------------------------ \| ------------------------ \| ------------------------ \| ------------------------ \| ------------------------ \| \| 1r \| Marcel Kittel \| Quick-Step Floors \| 4h 06' 33" \| \| \| 2n \| Dylan Groenewegen \| LottoNL-Jumbo \| + 0" \| \| \| 3r \| Mark Cavendish \| Dimension Data \| + 0" \| \| \| 4t \| John Degenkolb \| Trek-Segafredo \| + 0" \| \| \| 5è \| Sacha Modolo \| UAE Abu Dhabi \| + 0" \| \| \| 6è \| Elia Viviani \| Team Sky \| + 0" \| \| \| 7è \| Jean-Pierre Drucker \| BMC Racing Team \| + 0" \| \| \| 8è \| Simone Consonni \| UAE Abu Dhabi \| + 0" \| \| \| 9è \| Steele Von Hoff \| ONE Pro Cycling \| + 0" \| \| \| 10è \| Adam Blythe \| Aqua Blue Sport \| + 0" \| \| |                     |                   |            |
| |                     |                   |            |
| Font: ProCyclingStats |                     |                   |            |
| Classificació de l'etapa |                     |                   |            |
| Corredor | Corredor            | Equip             | Temps      |
| 1r | Marcel Kittel       | Quick-Step Floors | 4h 06' 33" |
| 2n | Dylan Groenewegen   | LottoNL-Jumbo     | + 0"       |
| 3r | Mark Cavendish      | Dimension Data    | + 0"       |
| 4t | John Degenkolb      | Trek-Segafredo    | + 0"       |
| 5è | Sacha Modolo        | UAE Abu Dhabi     | + 0"       |
| 6è | Elia Viviani        | Team Sky          | + 0"       |
| 7è | Jean-Pierre Drucker | BMC Racing Team   | + 0"       |
| 8è | Simone Consonni     | UAE Abu Dhabi     | + 0"       |
| 9è | Steele Von Hoff     | ONE Pro Cycling   | + 0"       |
| 10è | Adam Blythe         | Aqua Blue Sport   | + 0"       |

| \| Classificació general \| Classificació general \| Classificació general \| Classificació general \| Classificació general \| \| Corredor \| Corredor \| Equip \| Temps \| \| \| --------------------- \| --------------------- \| --------------------- \| --------------------- \| --------------------- \| \| 1r \| Marcel Kittel \| Quick-Step Floors \| 4h 06' 23" \| \| \| 2n \| Nicola Boem \| Bardiani CSF \| + 3" \| \| \| 3r \| Dylan Groenewegen \| LottoNL-Jumbo \| + 4" \| \| \| 4t \| Thomas Stewart \| ONE Pro Cycling \| + 4" \| \| \| 5è \| Mark Cavendish \| Dimension Data \| + 6" \| \| \| 6è \| Silvan Dillier \| BMC Racing Team \| + 6" \| \| \| 7è \| John Degenkolb \| Trek-Segafredo \| + 10" \| \| \| 8è \| Sacha Modolo \| UAE Abu Dhabi \| + 10" \| \| \| 9è \| Elia Viviani \| Team Sky \| + 10" \| \| \| 10è \| Jean-Pierre Drucker \| BMC Racing Team \| + 10" \| \| |                     |                   |            |
| |                     |                   |            |
| Font: ProCyclingStats |                     |                   |            |
| Classificació general |                     |                   |            |
| Corredor | Corredor            | Equip             | Temps      |
| 1r | Marcel Kittel       | Quick-Step Floors | 4h 06' 23" |
| 2n | Nicola Boem         | Bardiani CSF      | + 3"       |
| 3r | Dylan Groenewegen   | LottoNL-Jumbo     | + 4"       |
| 4t | Thomas Stewart      | ONE Pro Cycling   | + 4"       |
| 5è | Mark Cavendish      | Dimension Data    | + 6"       |
| 6è | Silvan Dillier      | BMC Racing Team   | + 6"       |
| 7è | John Degenkolb      | Trek-Segafredo    | + 10"      |
| 8è | Sacha Modolo        | UAE Abu Dhabi     | + 10"      |
| 9è | Elia Viviani        | Team Sky          | + 10"      |
| 10è | Jean-Pierre Drucker | BMC Racing Team   | + 10"      |

### Etapa 2
| \| Classificació de l'etapa \| Classificació de l'etapa \| Classificació de l'etapa \| Classificació de l'etapa \| Classificació de l'etapa \| \| Corredor \| Corredor \| Equip \| Temps \| \| \| ------------------------ \| -------------------------- \| ----------------------------- \| ------------------------ \| ------------------------ \| \| 1r \| Marcel Kittel \| Quick-Step Floors \| 4h 25' 33" \| \| \| 2n \| Dylan Groenewegen \| LottoNL-Jumbo \| + 0" \| \| \| 3r \| Jakub Mareczko \| Wilier Triestina-Selle Italia \| + 0" \| \| \| 4t \| John Degenkolb \| Trek-Segafredo \| + 0" \| \| \| 5è \| Sacha Modolo \| UAE Abu Dhabi \| + 0" \| \| \| 6è \| Juan José Lobato del Valle \| LottoNL-Jumbo \| + 0" \| \| \| 7è \| Mark Cavendish \| Dimension Data \| + 0" \| \| \| 8è \| Riccardo Minali \| Astana \| + 0" \| \| \| 9è \| Marco Maronese \| Bardiani CSF \| + 0" \| \| \| 10è \| Adam Blythe \| Aqua Blue Sport \| + 0" \| \| |                            |                               |            |
| |                            |                               |            |
| Font: ProCyclingStats |                            |                               |            |
| Classificació de l'etapa |                            |                               |            |
| Corredor | Corredor                   | Equip                         | Temps      |
| 1r | Marcel Kittel              | Quick-Step Floors             | 4h 25' 33" |
| 2n | Dylan Groenewegen          | LottoNL-Jumbo                 | + 0"       |
| 3r | Jakub Mareczko             | Wilier Triestina-Selle Italia | + 0"       |
| 4t | John Degenkolb             | Trek-Segafredo                | + 0"       |
| 5è | Sacha Modolo               | UAE Abu Dhabi                 | + 0"       |
| 6è | Juan José Lobato del Valle | LottoNL-Jumbo                 | + 0"       |
| 7è | Mark Cavendish             | Dimension Data                | + 0"       |
| 8è | Riccardo Minali            | Astana                        | + 0"       |
| 9è | Marco Maronese             | Bardiani CSF                  | + 0"       |
| 10è | Adam Blythe                | Aqua Blue Sport               | + 0"       |

| \| Classificació general \| Classificació general \| Classificació general \| Classificació general \| Classificació general \| \| Corredor \| Corredor \| Equip \| Temps \| \| \| --------------------- \| ------------------------ \| ----------------------------- \| --------------------- \| --------------------- \| \| 1r \| Marcel Kittel \| Quick-Step Floors \| 8h 31' 46" \| \| \| 2n \| Dylan Groenewegen \| LottoNL-Jumbo \| + 8" \| \| \| 3r \| Nicola Boem \| Bardiani CSF \| + 13" \| \| \| 4t \| Jean-Pierre Drucker \| BMC Racing Team \| + 14" \| \| \| 5è \| Thomas Stewart \| ONE Pro Cycling \| + 14" \| \| \| 6è \| Mark Cavendish \| Dimension Data \| + 16" \| \| \| 7è \| Jakub Mareczko \| Wilier Triestina-Selle Italia \| + 16" \| \| \| 8è \| Yousef Mirza Bani Hammad \| UAE Abu Dhabi \| + 16" \| \| \| 9è \| Silvan Dillier \| BMC Racing Team \| + 16" \| \| \| 10è \| Peter Williams \| ONE Pro Cycling \| + 19" \| \| |                          |                               |            |
| |                          |                               |            |
| Font: ProCyclingStats |                          |                               |            |
| Classificació general |                          |                               |            |
| Corredor | Corredor                 | Equip                         | Temps      |
| 1r | Marcel Kittel            | Quick-Step Floors             | 8h 31' 46" |
| 2n | Dylan Groenewegen        | LottoNL-Jumbo                 | + 8"       |
| 3r | Nicola Boem              | Bardiani CSF                  | + 13"      |
| 4t | Jean-Pierre Drucker      | BMC Racing Team               | + 14"      |
| 5è | Thomas Stewart           | ONE Pro Cycling               | + 14"      |
| 6è | Mark Cavendish           | Dimension Data                | + 16"      |
| 7è | Jakub Mareczko           | Wilier Triestina-Selle Italia | + 16"      |
| 8è | Yousef Mirza Bani Hammad | UAE Abu Dhabi                 | + 16"      |
| 9è | Silvan Dillier           | BMC Racing Team               | + 16"      |
| 10è | Peter Williams           | ONE Pro Cycling               | + 19"      |

### Etapa 3
| \| Classificació de l'etapa \| Classificació de l'etapa \| Classificació de l'etapa \| Classificació de l'etapa \| Classificació de l'etapa \| \| Corredor \| Corredor \| Equip \| Temps \| \| \| ------------------------ \| --------------------------- \| ------------------------ \| ------------------------ \| ------------------------ \| \| 1r \| John Degenkolb \| Trek-Segafredo \| 4h 03' 08" \| \| \| 2n \| Reinardt Janse van Rensburg \| Dimension Data \| + 0" \| \| \| 3r \| Sonny Colbrelli \| Bahrain-Merida \| + 0" \| \| \| 4t \| Juan José Lobato del Valle \| LottoNL-Jumbo \| + 0" \| \| \| 5è \| Riccardo Minali \| Astana \| + 0" \| \| \| 6è \| Jean-Pierre Drucker \| BMC Racing Team \| + 0" \| \| \| 7è \| Elia Viviani \| Team Sky \| + 0" \| \| \| 8è \| Dylan Groenewegen \| LottoNL-Jumbo \| + 0" \| \| \| 9è \| Adam Blythe \| Aqua Blue Sport \| + 0" \| \| \| 10è \| Daniele Bennati \| Movistar Team \| + 0" \| \| |                             |                 |            |
| |                             |                 |            |
| Font: ProCyclingStats |                             |                 |            |
| Classificació de l'etapa |                             |                 |            |
| Corredor | Corredor                    | Equip           | Temps      |
| 1r | John Degenkolb              | Trek-Segafredo  | 4h 03' 08" |
| 2n | Reinardt Janse van Rensburg | Dimension Data  | + 0"       |
| 3r | Sonny Colbrelli             | Bahrain-Merida  | + 0"       |
| 4t | Juan José Lobato del Valle  | LottoNL-Jumbo   | + 0"       |
| 5è | Riccardo Minali             | Astana          | + 0"       |
| 6è | Jean-Pierre Drucker         | BMC Racing Team | + 0"       |
| 7è | Elia Viviani                | Team Sky        | + 0"       |
| 8è | Dylan Groenewegen           | LottoNL-Jumbo   | + 0"       |
| 9è | Adam Blythe                 | Aqua Blue Sport | + 0"       |
| 10è | Daniele Bennati             | Movistar Team   | + 0"       |

| \| Classificació general \| Classificació general \| Classificació general \| Classificació general \| Classificació general \| \| Corredor \| Corredor \| Equip \| Temps \| \| \| --------------------- \| --------------------------- \| ----------------------------- \| --------------------- \| --------------------- \| \| 1r \| Marcel Kittel \| Quick-Step Floors \| 12h 34' 54" \| \| \| 2n \| Dylan Groenewegen \| LottoNL-Jumbo \| + 8" \| \| \| 3r \| John Degenkolb \| Trek-Segafredo \| + 10" \| \| \| 4t \| Nicola Boem \| Bardiani CSF \| + 13" \| \| \| 5è \| Jean-Pierre Drucker \| BMC Racing Team \| + 14" \| \| \| 6è \| Reinardt Janse van Rensburg \| Dimension Data \| + 14" \| \| \| 7è \| Alex Dowsett \| Movistar Team \| + 14" \| \| \| 8è \| Thomas Stewart \| ONE Pro Cycling \| + 14" \| \| \| 9è \| Jakub Mareczko \| Wilier Triestina-Selle Italia \| + 16" \| \| \| 10è \| Mark Cavendish \| Dimension Data \| + 16" \| \| |                             |                               |             |
| |                             |                               |             |
| Font: ProCyclingStats |                             |                               |             |
| Classificació general |                             |                               |             |
| Corredor | Corredor                    | Equip                         | Temps       |
| 1r | Marcel Kittel               | Quick-Step Floors             | 12h 34' 54" |
| 2n | Dylan Groenewegen           | LottoNL-Jumbo                 | + 8"        |
| 3r | John Degenkolb              | Trek-Segafredo                | + 10"       |
| 4t | Nicola Boem                 | Bardiani CSF                  | + 13"       |
| 5è | Jean-Pierre Drucker         | BMC Racing Team               | + 14"       |
| 6è | Reinardt Janse van Rensburg | Dimension Data                | + 14"       |
| 7è | Alex Dowsett                | Movistar Team                 | + 14"       |
| 8è | Thomas Stewart              | ONE Pro Cycling               | + 14"       |
| 9è | Jakub Mareczko              | Wilier Triestina-Selle Italia | + 16"       |
| 10è | Mark Cavendish              | Dimension Data                | + 16"       |

### Etapa 4
L'etapa fou suspesa per culpa del fort vent que afectava la zona.

### Etapa 5
| \| Classificació de l'etapa \| Classificació de l'etapa \| Classificació de l'etapa \| Classificació de l'etapa \| Classificació de l'etapa \| \| Corredor \| Corredor \| Equip \| Temps \| \| \| ------------------------ \| ------------------------ \| ------------------------ \| ------------------------ \| ------------------------ \| \| 1r \| Marcel Kittel \| Quick-Step Floors \| 2h 34' 12" \| \| \| 2n \| Elia Viviani \| Team Sky \| + 0" \| \| \| 3r \| Riccardo Minali \| Astana \| + 0" \| \| \| 4t \| Mark Cavendish \| Dimension Data \| + 0" \| \| \| 5è \| John Degenkolb \| Trek-Segafredo \| + 0" \| \| \| 6è \| Sacha Modolo \| UAE Abu Dhabi \| + 0" \| \| \| 7è \| Jean-Pierre Drucker \| BMC Racing Team \| + 0" \| \| \| 8è \| Paolo Simion \| Bardiani CSF \| + 0" \| \| \| 9è \| Sonny Colbrelli \| Bahrain-Merida \| + 0" \| \| \| 10è \| Dylan Groenewegen \| LottoNL-Jumbo \| + 0" \| \| |                     |                   |            |
| |                     |                   |            |
| Font: ProCyclingStats |                     |                   |            |
| Classificació de l'etapa |                     |                   |            |
| Corredor | Corredor            | Equip             | Temps      |
| 1r | Marcel Kittel       | Quick-Step Floors | 2h 34' 12" |
| 2n | Elia Viviani        | Team Sky          | + 0"       |
| 3r | Riccardo Minali     | Astana            | + 0"       |
| 4t | Mark Cavendish      | Dimension Data    | + 0"       |
| 5è | John Degenkolb      | Trek-Segafredo    | + 0"       |
| 6è | Sacha Modolo        | UAE Abu Dhabi     | + 0"       |
| 7è | Jean-Pierre Drucker | BMC Racing Team   | + 0"       |
| 8è | Paolo Simion        | Bardiani CSF      | + 0"       |
| 9è | Sonny Colbrelli     | Bahrain-Merida    | + 0"       |
| 10è | Dylan Groenewegen   | LottoNL-Jumbo     | + 0"       |

## Classificació final
| \| Classificació general \| Classificació general \| Classificació general \| Classificació general \| Classificació general \| \| Corredor \| Corredor \| Equip \| Temps \| \| \| --------------------- \| --------------------------- \| --------------------- \| --------------------- \| --------------------- \| \| 1r \| Marcel Kittel \| Quick-Step Floors \| 15h 08' 56" \| \| \| 2n \| Dylan Groenewegen \| LottoNL-Jumbo \| + 18" \| \| \| 3r \| John Degenkolb \| Trek-Segafredo \| + 20" \| \| \| 4t \| Jean-Pierre Drucker \| BMC Racing Team \| + 24" \| \| \| 5è \| Elia Viviani \| Team Sky \| + 24" \| \| \| 6è \| Thomas Stewart \| ONE Pro Cycling \| + 24" \| \| \| 7è \| Riccardo Minali \| Astana \| + 26" \| \| \| 8è \| Mark Cavendish \| Dimension Data \| + 26" \| \| \| 9è \| Reinardt Janse van Rensburg \| Dimension Data \| + 27" \| \| \| 10è \| Alex Dowsett \| Movistar Team \| + 27" \| \| |                             |                   |             |
| |                             |                   |             |
| Font: ProCyclingStats |                             |                   |             |
| Classificació general |                             |                   |             |
| Corredor | Corredor                    | Equip             | Temps       |
| 1r | Marcel Kittel               | Quick-Step Floors | 15h 08' 56" |
| 2n | Dylan Groenewegen           | LottoNL-Jumbo     | + 18"       |
| 3r | John Degenkolb              | Trek-Segafredo    | + 20"       |
| 4t | Jean-Pierre Drucker         | BMC Racing Team   | + 24"       |
| 5è | Elia Viviani                | Team Sky          | + 24"       |
| 6è | Thomas Stewart              | ONE Pro Cycling   | + 24"       |
| 7è | Riccardo Minali             | Astana            | + 26"       |
| 8è | Mark Cavendish              | Dimension Data    | + 26"       |
| 9è | Reinardt Janse van Rensburg | Dimension Data    | + 27"       |
| 10è | Alex Dowsett                | Movistar Team     | + 27"       |

## Evolució de les classificacions
| Etapa | Vencedor       | Classificació general | Classificació per punts | Classificació dels joves | Classificació dels esprints | Classificació per equips |
| ----- | -------------- | --------------------- | ----------------------- | ------------------------ | --------------------------- | ------------------------ |
| 1     | Marcel Kittel  | Marcel Kittel         | Marcel Kittel           | Dylan Groenewegen        | Nicola Boem                 | UAE Abu Dhabi            |
| 2     | Marcel Kittel  | Marcel Kittel         | Marcel Kittel           | Dylan Groenewegen        | Nicola Boem                 | UAE Abu Dhabi            |
| 3     | John Degenkolb | Marcel Kittel         | Marcel Kittel           | Dylan Groenewegen        | Nicola Boem                 | UAE Abu Dhabi            |
| 4     | etapa suspesa  | Marcel Kittel         | Marcel Kittel           | Dylan Groenewegen        | Nicola Boem                 | UAE Abu Dhabi            |
| 5     | Marcel Kittel  | Marcel Kittel         | Marcel Kittel           | Dylan Groenewegen        | Nicola Boem                 | UAE Abu Dhabi            |
| Final | Final          | Marcel Kittel         | Marcel Kittel           | Dylan Groenewegen        | Nicola Boem                 | UAE Abu Dhabi            |